# Nörten-Hardenberg
Nörten-Hardenberg – miasto (niem. Flecken) i gmina samodzielna (niem. Einheitsgemeinde) w Niemczech, w kraju związkowym Dolna Saksonia, w powiecie Northeim. Znajduje się tutaj zamek Hardenberg z 1709 r.
W mieście jest stacja kolejowa Nörten-Hardenberg.